# Le Signal, Val-de-Travers
Le Signal är en kulle i Schweiz. Den ligger i kantonen Neuchâtel, i den västra delen av landet, 70 km väster om huvudstaden Bern. Toppen på Le Signal är 1 244 meter över havet.